# Gidde Palema
Gidde Palema född 9 april 1995, död 13 juni 2024 var en svensk travhäst, mest känd för att ha segrat i Elitloppet (2004), Oslo Grand Prix (2003, 2004) och Olympiatravet hela tre gånger (2003, 2004 och 2005).

## Bakgrund
Gidde Palema var en brun hingst efter Alf Palema och under Rosie Palema (efter Idéal du Gazeau). Han föddes upp av Karl-Erik Bender i Kvänum och ägdes av Stall & Stuteri Palema.

## Karriär
Gidde Palema tävlade mellan 1998 och 2006. Han sprang in 27 080 322 kronor på 93 starter, varav 44 segrar, 21 andraplatser och 8 tredjeplatser. Han tog karriärens största segrar i Elitloppet (2004), Oslo Grand Prix (2003, 2004) och Olympiatravet (2003, 2004 och 2005).
Gidde Palema blev tyvärr skadad tidigt i karriären, och blev som 3-åring avelshingst på Västerbo stuteri, efter att han tjänat 1,5 miljoner. Hans bästa merit var vid denna tid en andraplats i den svenska E3-finalen.
Efter några år av skador kom han tillbaka i tävlingsmässigt skick och tillsammans med Åke Svanstedt blev de ett vinnande koncept. Gidde Palema vann även Grand Circuit 2003-2005 med allt som allt 21 vunna lagerkransar. Elitloppet 2004 vann han på tiden 1.10,0. Hans karriär tog slut 2006 då han i april drabbades av en gaffelbandsskada under ett uttagningslopp till Olympiatravet på Jägersro. 

## Som avelshingst
Gidde Palema återgick till livet som avelshingst på Stuteri Palema och är den vinstrikaste svenskfödde avelshingsten genom tiderna. Hans vinstrikaste avkomma är Nettan Palema.

### Avkommor som sprungit in mer än 1 miljon kronor
| #  | Född | Hästnamn         | Mor              | Morfar            | Kön    | Starter | Placeringar | Vinstsumma   |
| -- | ---- | ---------------- | ---------------- | ----------------- | ------ | ------- | ----------- | ------------ |
| 1  | 2007 | Nettan Palema    | Hanna Hebre      | Messerschmitt     | Sto    | 32      | 10-3-2      | 2 825 830 kr |
| 2  | 2003 | Gidde T.H.       | Ala Delicious    | Lindy's Crown     | Hingst | 80      | 16-11-9     | 2 624 752 kr |
| 3  | 2005 | Super G          | Super Jaqueline  | Quick Pay         | Valack | 160     | 16-20-25    | 2 030 706 kr |
| 4  | 2003 | Simb Tyran       | Trotting Calera  | Mack The Knife    | Valack | 112     | 18-11-6     | 1 805 824 kr |
| 5  | 2004 | Simb Frizz       | Fairy Ås         | S.J.'s Photo      | Hingst | 148     | 10-25-14    | 1 733 477 kr |
| 6  | 2004 | Avalon Spider    | Avalon Broline   | Somatic           | Hingst | 131     | 18-13-13    | 1 730 300 kr |
| 7  | 2005 | Wiss Rambo       | Wiss S.T.        | J.R.Broline       | Hingst | 102     | 13-22-13    | 1 639 558 kr |
| 8  | 2004 | Giddson          | Nina Beauty      | Express Gaxe      | Valack | 78      | 25-5-8      | 1 419 172 kr |
| 9  | 2004 | Blue Rocket      | Blue Girl        | Must B.Rambo      | Valack | 179     | 10-21-20    | 1 339 600 kr |
| 10 | 2006 | Bergshults Leffe | G.R.Fantazi      | Carlisle          | Valack | 134     | 13-14-16    | 1 299 250 kr |
| 11 | 2004 | Gidde R.Icke     | Sugarsweet Sid   | Sugarcane Hanover | Valack | 117     | 23-15-9     | 1 276 233 kr |
| 12 | 2005 | Sundbys Gidde    | Clarissa F.C.    | Gum Ball          | Valack | 81      | 15-13-7     | 1 265 200 kr |
| 13 | 2005 | Robin Ru         | Ritzy Ås         | Beseiged          | Valack | 89      | 14-14-10    | 1 210 000 kr |
| 14 | 2003 | Giddman          | Grace Noss       | Gift Box          | Valack | 89      | 8-12-14     | 1 085 300 kr |
| 15 | 2005 | Helge Palema     | Ingela Palema    | Super Bowl        | Valack | 80      | 13-8-9      | 1 079 625 kr |
| 16 | 2009 | Lasken Palema    | Anna Lena Palema | Lindy's Crown     | Valack | 101     | 15-7-15     | 1 002 897 kr |

## Större segrar i urval
| År   | Lopp                 | Kusk          | Tränare       | Grupp   |
| ---- | -------------------- | ------------- | ------------- | ------- |
| 2003 | Olympiatravet        | Åke Svanstedt | Åke Svanstedt | Grupp 1 |
| 2003 | Copenhagen Cup       | Åke Svanstedt | Åke Svanstedt | Grupp 1 |
| 2003 | Oslo Grand Prix      | Åke Svanstedt | Åke Svanstedt | Grupp 1 |
| 2003 | Åby Stora Pris       | Åke Svanstedt | Åke Svanstedt | Grupp 1 |
| 2003 | Jubileumspokalen     | Åke Svanstedt | Åke Svanstedt | Grupp 1 |
| 2004 | Olympiatravet        | Åke Svanstedt | Åke Svanstedt | Grupp 1 |
| 2004 | Oslo Grand Prix      | Åke Svanstedt | Åke Svanstedt | Grupp 1 |
| 2004 | Hugo Åbergs Memorial | Åke Svanstedt | Åke Svanstedt | Grupp 1 |
| 2004 | Jubileumspokalen     | Åke Svanstedt | Åke Svanstedt | Grupp 1 |
| 2004 | Elitloppet           | Åke Svanstedt | Åke Svanstedt | Grupp 1 |
| 2005 | Olympiatravet        | Åke Svanstedt | Åke Svanstedt | Grupp 1 |
| 2005 | Åby Stora Pris       | Åke Svanstedt | Åke Svanstedt | Grupp 1 |
| 2005 | Hugo Åbergs Memorial | Åke Svanstedt | Åke Svanstedt | Grupp 1 |
| 2005 | Jubileumspokalen     | Åke Svanstedt | Åke Svanstedt | Grupp 1 |

## Stamtavla
| Efter Alf Palema 1989   | Speedy Somolli 1975   | Speedy Crown     | Speedy Scot     |
| Efter Alf Palema 1989   | Speedy Somolli 1975   | Speedy Crown     | Missile Toe     |
| Efter Alf Palema 1989   | Speedy Somolli 1975   | Somolli          | Star's Pride    |
| Efter Alf Palema 1989   | Speedy Somolli 1975   | Somolli          | Laurita Hanover |
| Efter Alf Palema 1989   | Highland Bridget 1978 | Super Bowl       | Star's Pride    |
| Efter Alf Palema 1989   | Highland Bridget 1978 | Super Bowl       | Pillow Talk     |
| Efter Alf Palema 1989   | Highland Bridget 1978 | Highland Maiden  | Speedy Scot     |
| Efter Alf Palema 1989   | Highland Bridget 1978 | Highland Maiden  | Princess Martha |
| Undan Rosie Palema 1987 | Idéal du Gazeau 1974  | Alexis III       | Narioca         |
| Undan Rosie Palema 1987 | Idéal du Gazeau 1974  | Alexis III       | Olga II         |
| Undan Rosie Palema 1987 | Idéal du Gazeau 1974  | Venise du Gazeau | Loiron D.       |
| Undan Rosie Palema 1987 | Idéal du Gazeau 1974  | Venise du Gazeau | Paquerette II   |
| Undan Rosie Palema 1987 | Haha Arden 1972       | Florlis          | Florican        |
| Undan Rosie Palema 1987 | Haha Arden 1972       | Florlis          | Mighty Phyllis  |
| Undan Rosie Palema 1987 | Haha Arden 1972       | Mirthful         | Rodney          |
| Undan Rosie Palema 1987 | Haha Arden 1972       | Mirthful         | Mimi Hanover    |